# Nicolas Dewalque
Nicolas Dewalque (Riemst, 1945. szeptember 20. –) belga válogatott labdarúgó.
A belga válogatott tagjaként részt vett az 1970-es világbajnokságon.

## Sikerei, díjai
Standard Liège
- Belga bajnok (3): 1969, 1970, 1971
- Belga kupa (2): 1966, 1967